# Dobre Records
Dobre Records was een Amerikaans platenlabel voor jazz. Het werd eind jaren zeventig opgericht door Ray Lawrence. Deze bandleider en platenproducer produceerde in de jaren erna meer dan zestig albums, die in de meeste gevallen waren opgenomen in Gold Star Studios in Hollywood. Vijf van die albums werden genomineerd voor een Grammy. 
Artiesten die op het label uitkwamen waren onder meer Cannonball Adderley, Ruth Brown, Bobby Hackett, Anita O'Day, Pete Candoli, Herb Jeffries, Bill Farrell, Page Cavanaugh, Laurindo Almeida, Roger Kellaway, Mundell Lowe en Milcho Leviev. Lawrence was ook betrokken bij de oprichting van Black Jazz Records en Jazzz Records.